# 謝斯特里亞京
50°11′38″N 25°12′45″E / 50.19389°N 25.21250°E
謝斯特里亞京（烏克蘭語：Сестрятин），是烏克蘭西北部的村莊，隸屬里夫內州的杜布諾區。該村始建於1545年，面積1.1平方公里，海拔高度209米，2001年人口686。